# Явуз Султан Селим (квартал)
„Явуз Султан Селим“ (на турски: Yavuz Sultan Selim) е квартал на Истанбул, разположен в градска околия Фатих. Общата му площ е 0,35 км2. Според данни на Адресната система за регистриране на населението (ABPRS) към 2024 г. населението на „Явуз Султан Селим“ е 15 913 жители.